# Stazione di Brescia
Stazione di Brescia vasútállomás Olaszországban, Lombardia régióban, Brescia településen.

## Vasútvonalak
Az állomást az alábbi vasútvonalak érintik:
- Milánó–Velence-vasútvonal
- Lecco–Brescia-vasútvonal
- Brescia–Cremona-vasútvonal
- Brescia–Parma-vasútvonal
- Brescia–Iseo–Edolo-vasútvonal
- Milánó–Verona nagysebességű vasútvonal

## Kapcsolódó állomások
A vasútállomáshoz az alábbi állomások vannak a legközelebb:
- Stazione di Ospitaletto-Travagliato (Milánó–Velence-vasútvonal, Lecco–Brescia-vasútvonal, nyugat)
- Stazione di Rezzato (Milánó–Velence-vasútvonal, kelet)
- Stazione di San Zeno-Folzano (Brescia–Cremona-vasútvonal, Brescia–Parma-vasútvonal, dél)
- Stazione di Brescia Borgo San Giovanni (Brescia–Iseo–Edolo-vasútvonal, északnyugat)
- Stazione di Pioltello-Limito (Milánó–Verona nagysebességű vasútvonal, nyugat)

## Forgalom
| Járat | Útvonal |
| ----- | --- |
| RE 3  | Edolo – Malonno – Cedegolo – Capo di Ponte – Breno – Boario Terme – Darfo-Corna – Pisogne – Marone-Zone – Sale Marasino – Sulzano – Iseo – Bornato-Calino – Brescia |
| RE 6  | Milano Centrale – Milano Lambrate – Pioltello-Limito – Treviglio – Romano – Chiari – Rovato – Brescia – Desenzano del Garda-Sirmione – Peschiera del Garda – Verona Porta Nuova |
| R 1   | Bergamo – Seriate – Albano Sant’Alessandro – Montello-Gorlago – Chiuduno – Grumello del Monte – Palazzolo sull’Oglio – Cologne – Coccaglio – Rovato – Ospitaletto-Travagliato – Brescia |
| R 3   | Breno – Cividate Malegno – Cogno-Esine – Pian di Borno – Boario Terme – Darfo-Corna – Piancamuno-Gratacasolo – Pisogne – Toline – Vello – Marone-Zone – Sale Marasino – Sulzano – Pilzone – Iseo – Provaglio-Timoline – Borgonato-Adro – Bornato-Calino – Passirano – Paderno – Castegnato – Borgo San Giovanni – Brescia |
| R 4   | Milano Greco Pirelli – Milano Lambrate – Pioltello-Limito – Treviglio – Vidalengo – Morengo-Bariano – Romano – Calcio – Chiari – Rovato – Ospitaletto-Travagliato – Brescia |
| R 5   | Brescia – San Zeno-Folzano – Bagnolo Mella – Manerbio – Verolanuova – Robecco-Pontevico – Olmeneta – Cremona |
| R 8   | Brescia – San Zeno-Folzano – Montirone – Ghedi – Viadana Bresciana – Calvisano – Visano – Remedello Sopra – Remedello Sotto – Asola – Canneto sull’Oglio – Piadena – San Giovanni in Croce – Casalmaggiore – Mezzani-Rondani – Colorno – Torrile-San Polo – Parma                                                         |